# Àngela de la Creu
|  | Per a altres significats, vegeu «Àngela Merici». |

Ángela Guerrero González, en religió Sor Ángela de la Cruz (Sevilla, 30 de gener de 1846 - 2 de març de 1932) va ser una religiosa andalusa, fundadora de les Germanes de la Companyia de la Creu. És venerada com a santa per l'Església catòlica.

## Biografia
Va néixer a Sevilla en una família senzilla, filla de Francisco Guerrero i Josefa González, cuiners del convent de teatins de Sevilla fins al 1835. Era un dels sis germans que, de catorze, van sobreviure fins a la majoria d'edat. Aviat quedà òrfena de pare. Ja de petita va mostrar una gran religiositat; la manca de recursos va fer que gairebé no anés a escola i no aprengués a llegir. Als dotze anys va començar a treballar en un taller de calçat al carrer del Huevo. La propietària, Antonia Maldonado, és molt pietosa i resa diàriament el rosari amb les seves assalariades, a més de llegir vides de sant. El director espiritual d'Antonia Maldonada, José Torres Padilla, coneixerà Àngela i esdevindrà el seu confessor i guia.
De 1862 a 1865 treballa i, en el temps lliure, visita esglésies i llars de necessitats, als que ajuda en el que pot: l'epidèmia de còlera fa que es dediqui a atendre els malalts. Diu llavors al pare Torres que vol fer-se monja. Intenta entrar a les carmelites descalces del barri de Santa Cruz, però no l'admeteren per tenir una salut feble. Va vestir l'hàbit de les Germanes de la Caritat, però emmalaltí i va haver de deixar el convent.
Veient que no podria ingressar en cap congregació, va decidir de fer vots privats i viure com una monja sense professar. Així, l'1 de novembre de 1871 comença a viure segons els evangelis. Es proposa, com diu al seu confessor, no viure seguint Jesús, sinó amb ell, clavats tots dos a la creu, i pren el nom d'Àngela de la Creu. Pren la determinació de viure amb els pobres i ajudar-los.
L'hivern de 1873, fa vots perpetus, però sense formar part de cap congregació, i fa vot d'obediència al pare Torres. Vol, però, fundar una nova comunitat i, a partir del gener de 1875 elabora el projecte de formar la Companyia de la Creu. Amb tres companyes (la terciària franciscana Josefa de la Peña, i les joves Juana María Castro i Juana Magadán) lloguen un pis al carrer de San Luis, 13, i hi comencen a viure en comunitat. A més, hi organitzen un servei d'assitència als necessitats.
Aviat marxen al carrer de l'Hombre de Piedra, 8, i comencen a ésser conegudes. El 1876 aconsegueixen que l'arquebisbe Spinola les autoritzi a formar una congregació religiosa, creant-se les Germanes de la Companyia de la Creu de Sevilla. El 1877 obren una segona casa a Utrera i l'any següent la tercera a Ayamonte; la mort del pare Torres el 1878 fa que nomenin José María Alvarez com a segon director de l'institut.

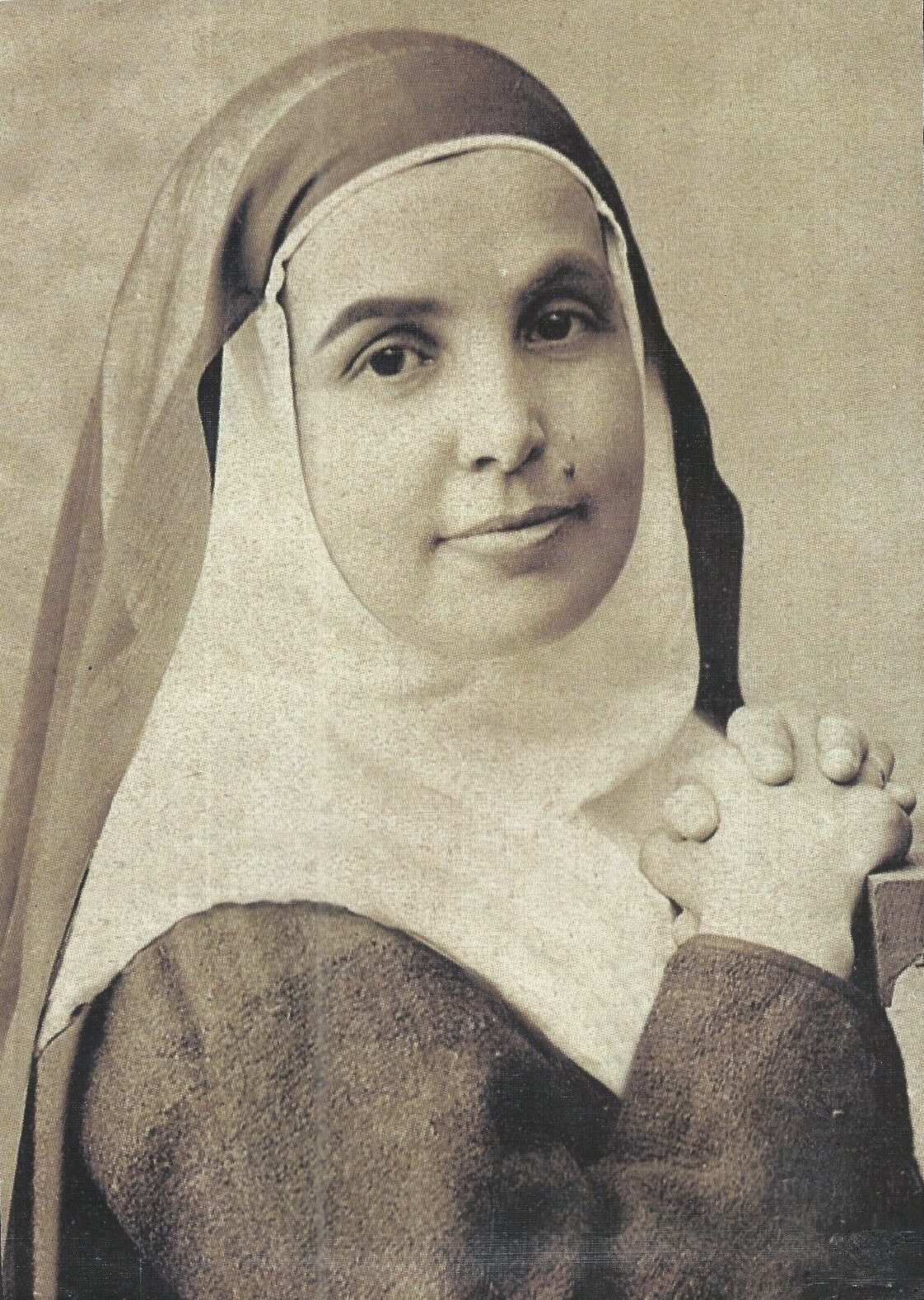
La germana cap al 1866
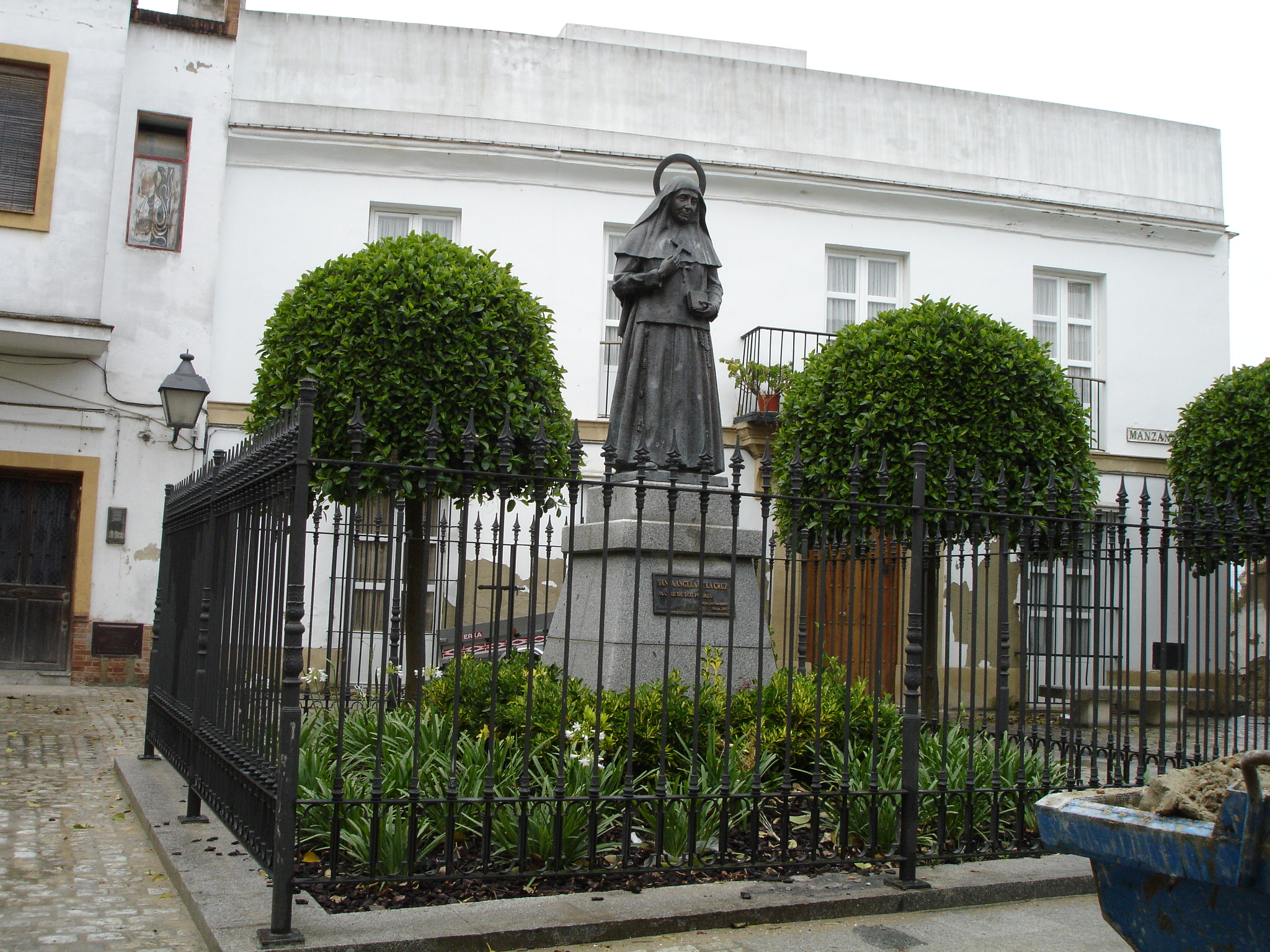
Monument a Jerez de la Frontera
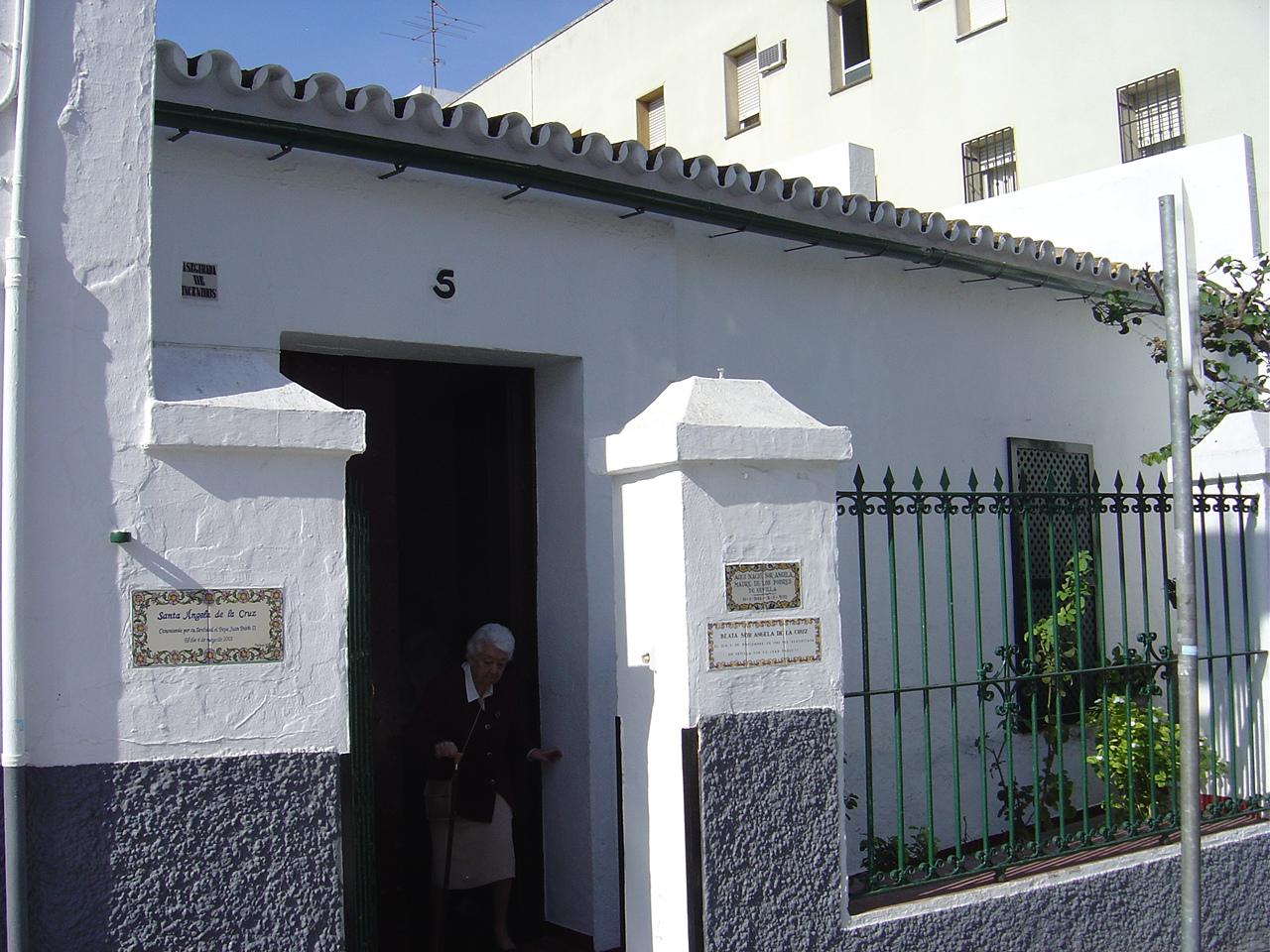
Casa natal de la santa
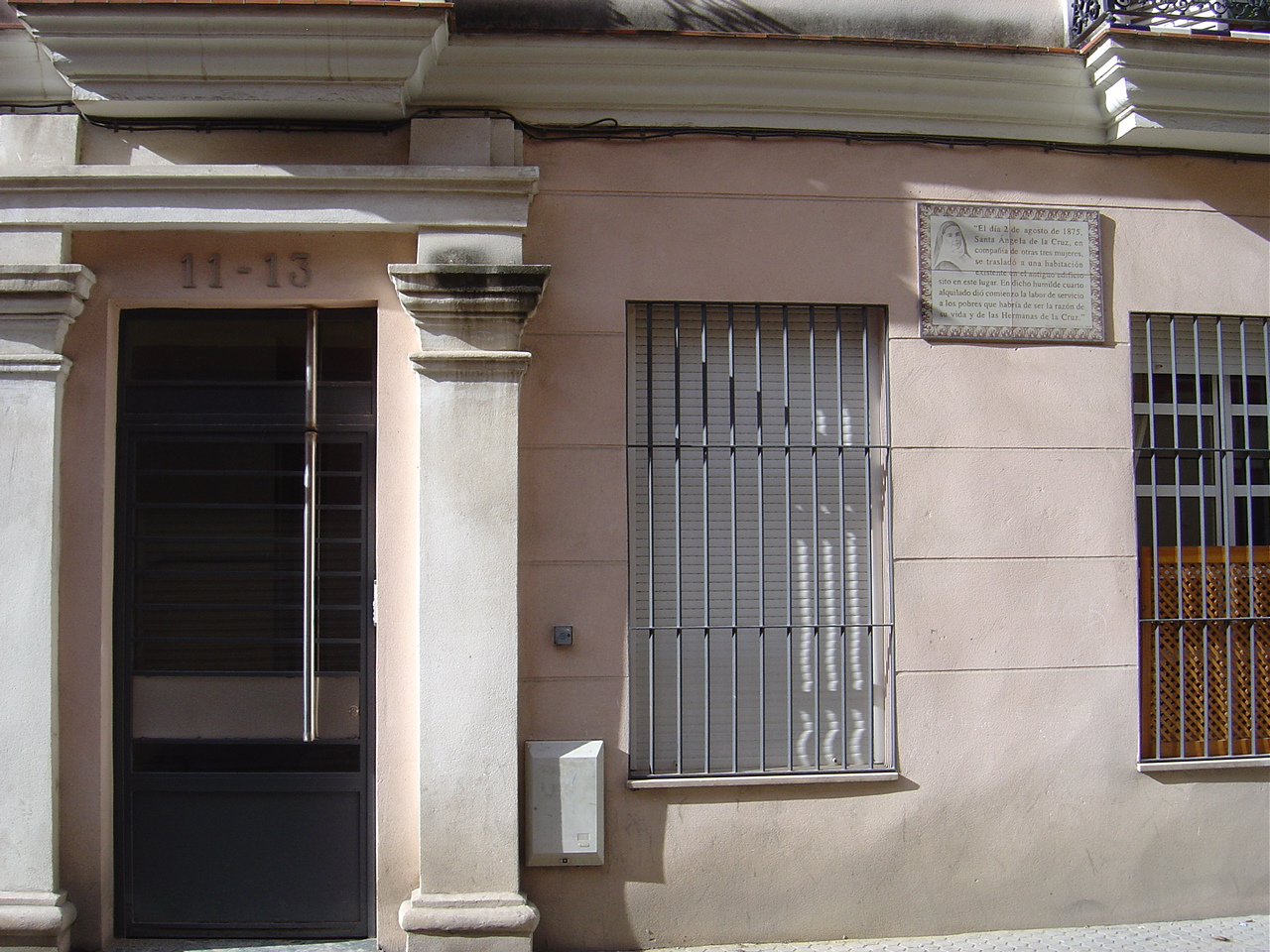
Primer convent de la congregació, a Sevilla

Mentre viu, Àngela estén la seva obra i funda 23 convents de la congregació, dedicats a la caritat i la humilitat, i la monja és coneguda popularment com a Mare dels Pobres: Carmona (1887), Villafranca de los Barros (Badajoz, 1890), Arjona (1895), Zalamea de la Serena (1905). Sanlúcar de Barrameda (1909), Huelva (1910), Peñaflor (1911), Escacena del Campo (1913), Montellano (1920), Torreperogil (1923), Écija (1924), Ronda (1925), Estepa (1926), i Madrid (1928).
El 1894 viatja a Roma i té una entrevista amb Lleó XIII, que promulgarà el decretum laudis de l'institut el 1898. La congregació és aprovada el 25 de juny de 1904 per Pius X. Va morir la matinada del 2 de març de 1932.

## Veneració
Morta en llaor de santedat, la seva mort va fer que l'ajuntament de Sevilla, en sessió extraordinària, votés el canvi de nom del carrer Alcázares, on hi havia la casa de la comunitat des de 1887, pel d'Ángela de la Cruz.
El 1966 se li erigeix un monument a Sevilla. Fou beatificada durant la visita a Sevilla del papa Joan Pau II, el 5 de novembre de 1982, i el mateix papa la canonitzà a Madrid el 4 de maig de 2003. El 2009, s'inclou a la processó del Corpus Christi de Sevilla un pas amb la imatge de la santa.